# Thaumastoptera maculivena
Thaumastoptera maculivena är en tvåvingeart som beskrevs av Alexander 1931. Thaumastoptera maculivena ingår i släktet Thaumastoptera och familjen småharkrankar. Inga underarter finns listade i Catalogue of Life.